# Świlcza
Świlcza – wieś w Polsce, położona w województwie podkarpackim, w powiecie rzeszowskim, w gminie Świlcza. Świlcza bezpośrednio graniczy z Rzeszowem.
W latach 1975–1998 miejscowość administracyjnie należała do województwa rzeszowskiego.
Miejscowość jest siedzibą gminy Świlcza oraz parafii Wniebowzięcia NMP, należącej do dekanatu Rzeszów Zachód, diecezji rzeszowskiej.
W Świlczy znajdują się: przedszkole, szkoła podstawowa i gimnazjum. Mieści się tu również stadion zdobywcy Pucharu Wójta Gminy Świlcza 2007, klubu Świlczanka Świlcza, który w sezonie 2013/2014 występuje w rzeszowskiej B klasie.
Do miejscowości można dojechać PKS-em, pociągiem oraz autobusem MPK linii nr 22 z ul. Bardowskiego w Rzeszowie i linii nr 3 z Boguchwały.

## Integralne części wsi
| SIMC    | Nazwa            | Rodzaj     |
| ------- | ---------------- | ---------- |
| 0664020 | Chałupki         | część wsi  |
| 0664036 | Góra od Kościoła | część wsi  |
| 0664042 | Góra Zachodnia   | część wsi  |
| 0664059 | Góra za Ławą     | część wsi  |
| 0664094 | Kamyszyn         | przysiółek |
| 0664065 | Mała Strona      | część wsi  |
| 0664071 | Wielka Strona    | część wsi  |
| 0664088 | Za Koleją        | część wsi  |

## Historia
Świlcza jest starą, ponad sześćsetletnią osadą, której korzenie sięgają XIV stulecia. Jej pierwotna nazwa brzmiała Śvincza. Od zarania dziejów wieś administracyjnie należała do ziemi przemyskiej i województwa ruskiego ze stolicą we Lwowie. Na tym tle równie ciekawie przedstawia się położenia reszty wsi obecnej gminy Świlcza. Połowa z nich: Świlcza, Rudna Wielka, Przybyszówka, Bzianka i Woliczka w czasach staropolskich należały do województwa ruskiego, a druga połowa: Bratkowice, Mrowla, Trzciana, Dąbrowa i Błędowa Zgłobieńska – do województwa sandomierskiego (administracyjnie mieszkańcy tych wsi byli zatem, jedni Rusiami, drudzy Małopolanami). Od początku swego istnienia Świlcza związana była z Rzeszowem. Należała do rozległych dóbr Jana Pakosławica – pierwszego pana na Rzeszowie, po nim do kolejnych jego sukcesorów. W pierwszej połowie XVII wieku przeszła w gospodarne ręce Mikołaja Spytka Ligęzy, kasztelana sandomierskiego. Zaopatrzył on swoją posiadłość świlecką (razem z sąsiednią Woliczką) w ustawę wiejską, regulującą stosunki pańszczyźniane wewnątrz wsi. Przetrwanie do czasów współczesnych tej ustawy stanowi ewenement w skali południowo-wschodniej Polski.
Częste najazdy nieprzyjacielskie na te pograniczne ziemie (zwłaszcza szczególnie okrutny najazd tatarski Kantymira Murzy z czerwca 1624 r.), a także dodatkowo płynące niebezpieczeństwo z położenia wsi na głównym szlaku komunikacyjnym sprawiły, iż doskonały gospodarz, a przy tym niezgorszy strateg i wódz, kasztelan Ligęza, nakazał we wspomnianej ustawie obwarowanie i uzbrojenie wsi tak, aby mogła się ona skutecznie bronić przed Tatarami.
Historycznie Świlcza to także wiekowa parafia. Metryką dorównuje powstaniu samej osady. Była przy tym parafią bardzo rozległą i ludną. Do 1912 roku tworzyło ją 5 miejscowości: Świlcza z Kamyszynem, Rudna Wielka z Pogwizdowem, Rudna Mała z Rejteradą, Rogoźnica i Woliczka. Łączna suma wiernych wynosiła w 1911 roku 7028. Na samą Świlczę przypadało 3058 dusz. Do dzisiejszego dnia parafię tworzy Świlcza z Woliczką posiadającą kościół filialny oraz Kamyszynem (mającym dojazdową kaplicę). Kamyszyn w średniowieczu funkcjonował jako odrębna wieś.
W ciągu swych długich dziejów Świlcza, prężna gospodarczo i społecznie osada, wyróżniała się zamożnością i postawą obywatelską w szeroko rozumianej okolicy. W czasach feudalnych należała do znamienitych magnackich rodów: Ostrogskich, Lubomirskich i Potockich na przełomie XVIII i w XIX wieku przeszła w ręce hrabiów Skarbek-Borowskich. U schyłku XIX i w początkach XX wieku kilkusethektarowy majątek dworski wykupili żydzi i rozparcelowali dając świlczanom możliwość powiększenia gospodarstw i tym samym wzrost zamożności. Zaradność mieszkańców wsi potęgował fakt, iż w XIX stuleciu istniał tu wiejski cech garbarzy skupiający się wokół ołtarza św. Walentego. W następnych latach powstawały kolejne organizacje społeczne i bractwa religijne, jak np. w 1864 roku Bractwo Różańcowe, czy w 1872 roku Straż Pożarna.
Koniec XIX wieku i bez mała cały wiek XX przyniósł nowe zjawisko społeczne, szczególnie zauważalne w operatywnej gospodarczo Świlczy: emigrację zarobkową do Stanów Zjednoczonych, Kanady, Argentyny i Francji. Emigracja pozwoliła nie tylko wzmocnić się ekonomicznie rodzinom tłumnie wyjeżdżających za wielką wodę włościan. Rozszerzała chłopski światopogląd i pozwalała przeszczepić na rodzimy grunt wiele cywilizacyjnie doskonalszych i pożytecznych wzorów.
U progu walk o niepodległość w latach wielkiej europejskiej wojny 1914–1918 Świlcza nie pozostawała na uboczu. Wyszło z niej dwóch zasłużonych legionistów: Stanisław Czajkowski i pułkownik Józef Kokoszka oraz ich przyjaciel kapitan Franciszek Wątroba, bohater wojny z bolszewikami.
Ze Świlczy wyszli także inni wielcy Polacy, którzy swą heroiczną pracą zasłużyli się ojczyźnie. Byli to przede wszystkim: błogosławiony ks. Jan Balicki, rektor przemyskiego seminarium i poseł na Sejm Ustawodawczy 1919–1922, członek PSL-u „Piast" Henryk Skrzypek oraz jego syn Stanisław Tadeusz Skrzypek, polsko-amerykański historyk, prawnik i ekonomista. Świleckie korzenie miał również płk Leopold Lis-Kula, którego matka, Elżbieta z Czajkowskich była z pochodzenia świlczanką. Rodowitymi świlczanami byli bracia, profesorowie medycyny i zasłużeni społecznicy, Józef i Stanisław Kubiczowie.
W latach 30. okresu międzywojennego Świlczę spotkało nowe wyróżnienie, od 14 lipca 1934 roku stała się jedną z 11 gmin zbiorowych powiatu rzeszowskiego. To wyróżnienie było równocześnie wyzwaniem i dużym obowiązkiem, który jak się okazało wieś Świlcza wypełniła i wypełnia wzorowo utrzymując do dziś to zaszczytne przewodnictwo gminy.
Oblicze współczesnej Świlczy zostało ukształtowane wieloma inwestycjami podejmowanymi w kolejnych dziesięcioleciach drugiej połowy XX wieku. Były to przede wszystkim hasłowe, ale i wiekopomne, przedsięwzięcia takie jak: elektryfikacja, gazyfikacja, melioryzacja, telefonizacja, kanalizacja. Były inwestycje obiektów kulturalno-oświatowych i religijnych: kościoła, szkoły, przedszkola, domu strażaka itp.
Świlcza rozciąga się na 18,6 km², zamieszkuje ją ok. 3100 mieszkańców. Jest drugą pod względem wielkości (po Bratkowicach) wsią gminy. Funkcjonują w niej najważniejsze instytucje. Społeczne: gmina i parafia. Kulturalno-oświatowe: przedszkole, szkoła podstawowa i gimnazjum. Związki i towarzystwa: Ochotnicza Straż Pożarna, Koło Gospodyń Wiejskich, Koło Wędkarskie „Karaś", Ludowy Klub Sportowy, Towarzystwo Przyjaciół Świlczy.